# Johann Christian Arnold (Fabrikant)

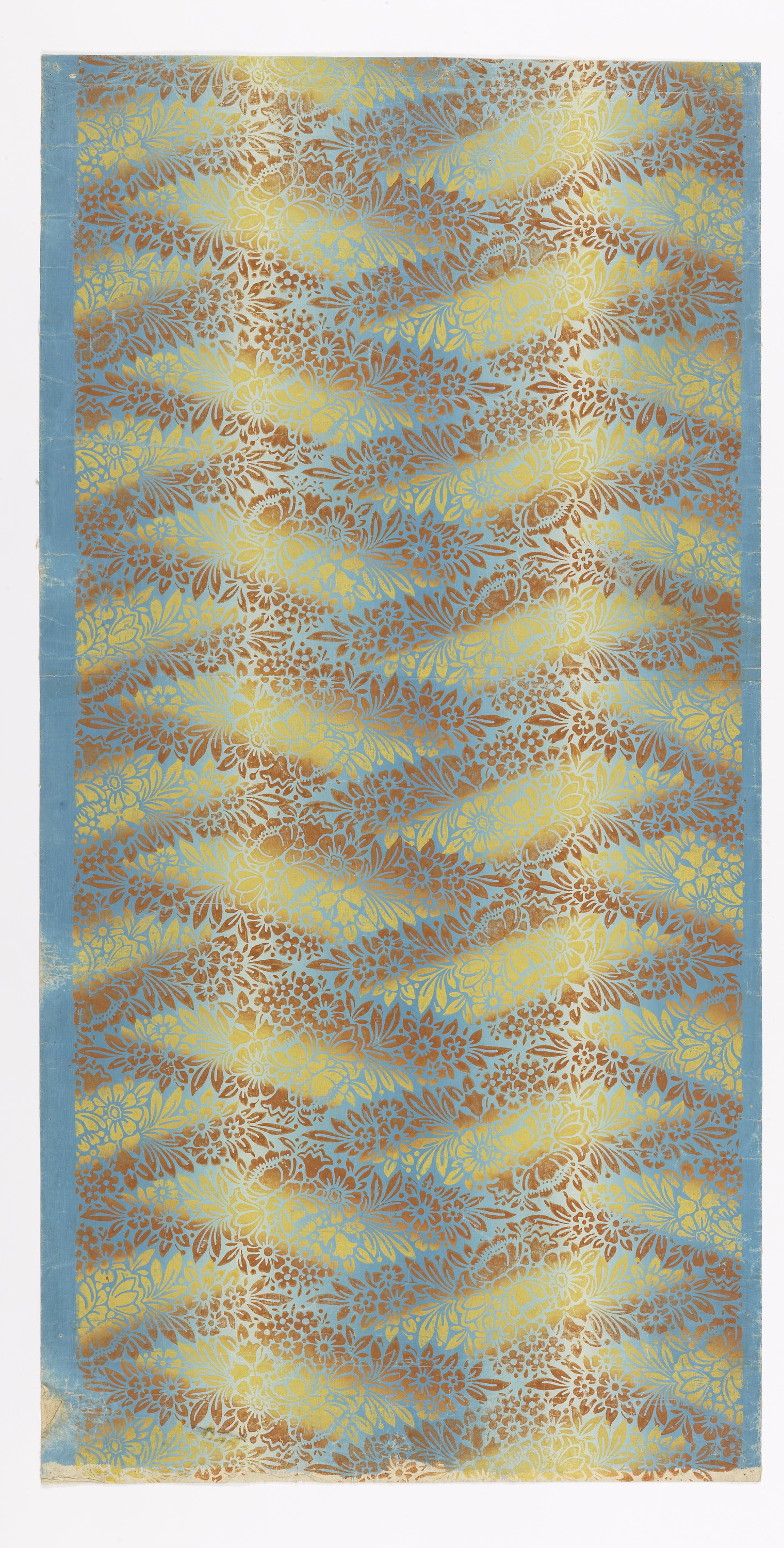
Tapete von Johann Christian Arnold, 1820, Cooper Hewitt Museum

Johann Christian Arnold (* 24. Februar 1759 in Engelrod; † 29. Juli 1842 in Kassel) war ein deutscher Unternehmer und der erste Hersteller von Papiertapeten mit charakteristischen Mustern.

## Leben
Johann Christian Arnold war der Sohn des Pfarrers Christian Georg Arnold (* 1722). Nach seiner Schulausbildung absolvierte er in Frankfurt am Main eine kaufmännische Lehre und war von 1787 an als Buchhalter in dem Bankhaus Johann Christian Schultze tätig. In der Kattunfabrik eines Freundes lernte er das Blaudruckverfahren kennen und wandte dieses erstmals 1789 bei der Herstellung von Papiertapeten an. Die Muster seiner Tapeten entwarf er selbst; seine Erzeugnisse zeigen gegenüber den späteren Fabriktapeten, die französische und englische Muster als Vorbild hatten, einen eigenen deutschen Charakter.
1790 übernahm er in Kassel ein Kurz- und Weißwarengeschäft, das auch Tapeten verkaufte. 1796 erhielt er vom Landgrafen Wilhelm IX. das Privileg zur Tapetenproduktion. 
1803 eröffnete das Unternehmen eine Zweigstelle in Magdeburg und lieferte in den Jahren 1812/1813 wertvolle Tapeten an den Hof des Königs von Westphalen, jüngerer Bruder des Napoleon Bonaparte. Der erfolgreiche Betrieb expandierte weiter. So wurde 1815 eine Manufaktur am Wilhelmshöher Tor in Kassel eröffnet und 1830 in Berlin ein Zweigbetrieb und 1841 eine Papierfabrik in Niederkaufungen gegründet.
1839 übergab er seine Tapetenfabrik an seinen jüngeren Sohn Paul Wilhelm, der mit seinem älteren Bruder Carl Heinrich am 20. April des Jahres einen Vertrag schloss, durch den beide ihre Geschäfte in Kassel und Berlin „zu einem einzigen gemeinschaftlichen Betrieb“ in Kassel vereinigten und die Bezeichnung „I. C. Arnold Söhne“ führte. Carl Heinrich widmete sich überwiegend der Malerei und der Musterzeichnung, während Paul Wilhelm sich um das eigentliche Geschäft kümmerte. 
Er war politisch aktiv und Ratsherr in Kassel. 

### Familie
1799 heiratete Arnold in Frankfurt Maria Salome Kramm, mit der er die Söhne Carl Heinrich (1793–1874) und Paul Wilhelm (1798–1846) hatte. 

## Auszeichnungen
- 1818: Ernennung zum Kommerzienrat